# Tupolev Tu-1
Tupolev Tu-1 là một mẫu thử máy bay tiêm kích bay đêm của Liên Xô, đây là một biến thể của loại máy bay ném bom hạng trung Tupolev Tu-2.

## Tính năng kỹ chiến thuật
Dữ liệu lấy từ Gordon, OKB Tupolev: A History of the Design Bureau and its Aircraft
Đặc điểm tổng quát
- Kíp lái: 3
- Chiều dài: 13,6 m (44 ft 7½ in)
- Sải cánh: 18,86 m (61 ft 10½ in)
- Chiều cao: 3,32 m (ft in)
- Diện tích cánh: 48,8 m² (525 ft²)
- Trọng lượng rỗng: 9.460 kg (20.855 lb[1])
- Trọng lượng có tải: 12.755 kg (28.119 lb)
- Trọng tải có ích: kg (lb)
- Trọng lượng cất cánh tối đa: 14.460 kg (31.878 lb[1])

 Hiệu suất bay 
- Vận tốc cực đại: 641 km/h (345,8 knot, 398 mph)
- Vận tốc hành trình: km/h (knot, mph)
- Tầm bay: 2250 km (1215 nm, 1400 mi)
- Trần bay: 11.000 m (36.090 ft)
- Vận tốc lên cao: m/s (ft/phút)
- Tải trên cánh: kg/m² (lb/ft²)

Trang bị vũ khí

- 2 × pháo Nudelman-Suranov NS-45 45 mm
- 2 × pháo Volkov-Yartsev VYa-23 23 mm
- 2 × súng máy UBT 12,7 mm
- 1.000 kg (2.200 lb) bom

Máy bay tương tự
- Junkers Ju 88
- Dornier Do 17
- Dornier Do 217
- Focke-Wulf Ta 154
- A-20 Havoc
- Petlyakov Pe-3